# Jung Sung-sook
Dans ce nom coréen, le nom de famille, Jung, précède le nom personnel.
Jung Sung-sook, née le 26 janvier 1972, est une judokate sud-coréenne.

## Biographie
Elle dispute les Jeux olympiques d'été de 1996 à Atlanta et les Jeux olympiques d'été de 2000 à Sydney où elle remporte à chaque fois la médaille de bronze.

## Palmarès

### Jeux olympiques
- Jeux olympiques d'été de 1996 à Atlanta
  -  Médaille de bronze en -61 kg
- Jeux olympiques d'été de 2000 à Sydney
  -  Médaille de bronze en -63 kg[1]

### Championnats du monde
- Championnats du monde de judo 1995
  -  Médaille d'or en -61 kg
- Championnats du monde de judo 1999
  -  Médaille de bronze en -61 kg